# Anzjelika Sidorova
Anzjelika Aleksandrovna Sidorova (Russisch: Анжели́ка Алекса́ндровна Си́дорова) (Moskou, 28 juni 1991) is een Russische atlete, die is gespecialiseerd in het onderdeel polsstokhoogspringen. Zij is de regerend wereldkampioene en Europees indoorkampioene, een titel die zij eerder al in 2015 veroverde. In 2014 werd zij Europees outdoorkampioene.

## Carrière

### Eerste successen
Op internationaal niveau deed Sidorova voor het eerst van zich spreken op de wereldkampioenschappen voor junioren van 2010 in Moncton, waar zij bij het polsstokhoogspringen als vierde eindigde. 
Drie jaar later veroverde Sidorova haar eerste internationale medailles. Op de Europese indoorkampioenschappen van 2013 in Göteborg veroverde de Russin bij het polsstokhoogspringen het brons. Vervolgens sleepte zij in Tampere tijdens de Europese kampioenschappen onder 23 jaar op haar specialiteit de zilveren medaille in de wacht.

### Europees kampioene
Het eerste hoogtepunt van haar carrière beleefde Sidorova in 2014. Vroeg in het jaar had zij eerst op de wereldindoorkampioenschappen in Sopot op het polsstokhoogspringen nog net naast het goud gegrepen, doordat zij op de winnende hoogte van 4,70 m twee pogingen nodig had gehad, terwijl de winnares, de Cubaanse Yarisley Silva, die hoogte in één keer had bedwongen. Later dat jaar veroverde de Russin tijdens de Europese kampioenschappen in Zürich op haar specialiteit haar eerste goud. Ze zegevierde door, na 4,55 te hebben gesprongen, de hoogte van 4,60 over te slaan, om vervolgens in haar derde poging over 4,65 te springen. Haar directe tegenstandster, de Griekse Ekaterini Stefanidi, had haar pogingen over 4,60 wél benut en die hoogte in haar tweede poging bedwongen. Daarmee bleek zij echter tevens haar kruit te hebben verschoten, want op 4,65 strandde zij. Voor haar resteerde het zilver.

### Ook goud op EK indoor
In 2015 trok Sidorova de in de vorige twee jaren ingezette opwaartse prestatiecurve door met een overwinning op de EK indoor in Praag. Door als enige met de polsstok over 4,80 te springen bleef zij opnieuw Ekaterini Stefanidi (zilver met 4,75) en de Zweedse Angelica Bengtsson (brons met 4,70, een NR) de baas. Vervolgens behaalde zij bij het EK voor landenteams met een sprong van 4,70 een tweede plaats. Maar bij de wereldkampioenschappen in Peking liep de Russische tegen een fikse teleurstelling aan. Na zich met 4,55 voor de finale te hebben gekwalificeerd, slaagde zij er niet in om in die finale een geldige sprong te produceren.

### Na uitsluiting verder onder neutrale vlag
In 2016 werd Rusland wereldwijd uitgesloten van deelname aan officiële wedstrijden als gevolg van de verdenkingen van grootscheeps gesjoemel door Russische sportorganisaties met dopingmonsters. Dit was een grote tegenslag voor Sidorova, die hierdoor niet kon deelnemen aan de Olympische Spelen in Rio de Janeiro Bovendien ontnam het haar de mogelijkheid om op de EK in Amsterdam haar titel bij het polsstokhoogspringen te verdedigen.
In 2017 was zij vervolgens een van de weinige Russische vrouwen die toestemming kregen om onder neutrale vlag op internationale wedstrijden uit te komen. Dat leverde haar dat jaar echter niet veel op. Want nadat zij aan het begin ervan de EK indoor in Belgrado aan zich voorbij had laten gaan, slaagde zij er later in het jaar tijdens de WK in Londen niet in om bij het polsstokhoogspringen in de kwalificatieronde op de starthoogte van 4,20 een geldige sprong te produceren. Hierdoor waren haar vierde achtereenvolgende nationale indoortitel en een tweede plaats met 4,75 op de Bislett Games dat jaar haar belangrijkste wapenfeiten.

### Zilver op WK indoor 2018
In 2018 streed Sidorova echter weer volop mee op mondiaal niveau. Nadat zij begin februari in Moskou haar PR al had bijgesteld tot 4,86, wist zij de maand daarop tijdens de WK indoor in Birmingham haar beste prestatie ooit verder op te stuwen tot 4,90. Het leverde haar de zilveren medaille op, want de Amerikaanse Sandi Morris sprong met 4,95 nog hoger. Vanzelfsprekend was zij hiermee de grote favoriete voor het goud op de EK in Berlijn. Daar wachtte haar echter weer een fikse teleurstelling, want in de Duitse hoofdstad kwam zij niet verder dan 4,70 en een vierde plaats. In Berlijn werd het polsstokhoogspringen gedomineerd door de Griekse atletes Ekaterini Stefanidi (goud met 4,85) en Nikoleta Kyriakopoulou (zilver met 4,80), terwijl de Britse Holly Bradshaw in haar laatste poging over 4,75 ook nog aan de Russin voorbijging. Enige genoegdoening voor de geleden nederlaag deed zij een maand later op bij de wedstrijden om de Wereldbeker in Ostrava. Zij sprong daar over 4,85 en won er de wedstrijd mee, ook al kwamen Ekaterini Stefanidi en Sandi Morris tot dezelfde hoogte. Sidorova had echter minder foutsprongen gemaakt.

### Goud op EK indoor en WK 2019
In 2019 beleefde Sidorova het absolute hoogtepunt in haar carrière. Allereerst veroverde zij bij het polsstokhoogspringen de titel op de EK indoor in Glasgow met een sprong over 4,85. Ze bleef hiermee de concurrentie ruim voor, want Holly Bradshaw werd met 4,75 tweede en Nikoleta Kyriakopoulou met 4,65 derde. Op de WK in Doha werd de Russische atlete ten slotte ook de beste van de wereld met een sprong over 4,95. Sandi Morris veroverde met 4,90 het zilver, terwijl het brons naar Ekaterini Stefanidi ging, die tot 4,85 kwam.   

## Titels
- Wereldkampioene polsstokhoogspringen - 2019
- Europees kampioene polsstokhoogspringen - 2014
- Europees indoorkampioene polsstokhoogspringen - 2015, 2019
- Russisch kampioene polsstokhoogspringen - 2014, 2015
- Russisch indoorkampioene polsstokhoogspringen - 2014, 2015, 2016, 2017

## Persoonlijke records
Outdoor
| Onderdeel            | Prestatie | Datum             | Plaats |
| -------------------- | --------- | ----------------- | ------ |
| polsstokhoogspringen | 4,95 m    | 29 september 2019 | Doha   |

Indoor
| Onderdeel            | Prestatie | Datum           | Plaats |
| -------------------- | --------- | --------------- | ------ |
| polsstokhoogspringen | 4,91 m    | 8 februari 2019 | Madrid |

## Palmares

### polsstokhoogspringen
- 2010: 4e WK U20 - 4,05 m
- 2013:  EK indoor - 4,62 m
- 2013:  EK U23 - 4,60 m
- 2013:  EK landenteams - 4,55 m
- 2014:  Russische indoorkamp. - 4,72 m
- 2014:  WK indoor - 4,70 m
- 2014:  EK landenteams - 4,65 m
- 2014:  Russische kamp. - 4,70 m
- 2014:  EK - 4,65 m
- 2015:  Russische indoorkamp. - 4,75 m
- 2015:  EK indoor - 4,80 m
- 2015:  EK landenteams - 4,70 m
- 2015:  Russische kamp. - 4,50 m
- 2015: NM WK (in kwal. 4,55 m)
- 2016:  Russische indoorkamp. - 4,70 m
- 2017:  Russische indoorkamp. - 4,70 m
- 2017: NM WK
- 2018:  WK indoor - 4,90 m
- 2018: 4e EK - 4,70 m
- 2018:  Wereldbeker te Ostrava - 4,85 m
- 2019:  EK indoor - 4,85 m
- 2019:  WK - 4,95 m

Diamond League-podiumplaatsen
- 2017:  Bislett Games - 4,75 m
- 2018:  Bislett Games - 4,71 m
- 2018:  Athletissima - 4,82 m
- 2018:  Herculis - 4,85 m
- 2018:  Weltklasse Zürich - 4,82 m
- 2019:  Meeting International Mohammed VI d'Athlétisme de Rabat - 4,77 m
- 2019:  Athletissima - 4,72 m
- 2019:  Müller Anniversary Games - 4,75 m
- 2019:  Weltklasse Zürich - 4,87 m
- 2019:   Diamond League - 22 p

1999 Stacy Dragila · 
2001 Stacy Dragila · 
2003 Svetlana Feofanova · 
2005 Jelena Isinbajeva ·
2007 Jelena Isinbajeva ·
2009 Anna Rogowska ·
2011 Fabiana Murer ·
2013 Jelena Isinbajeva ·
2015 Yarisley Silva ·
2017 Ekaterini Stefanidi ·
2019 Anzjelika Sidorova ·
2022 Katie Nageotte ·
2023 Nina Kennedy & Katie Moon